# Leichtathletik-Europameisterschaften 2022/400 m der Frauen

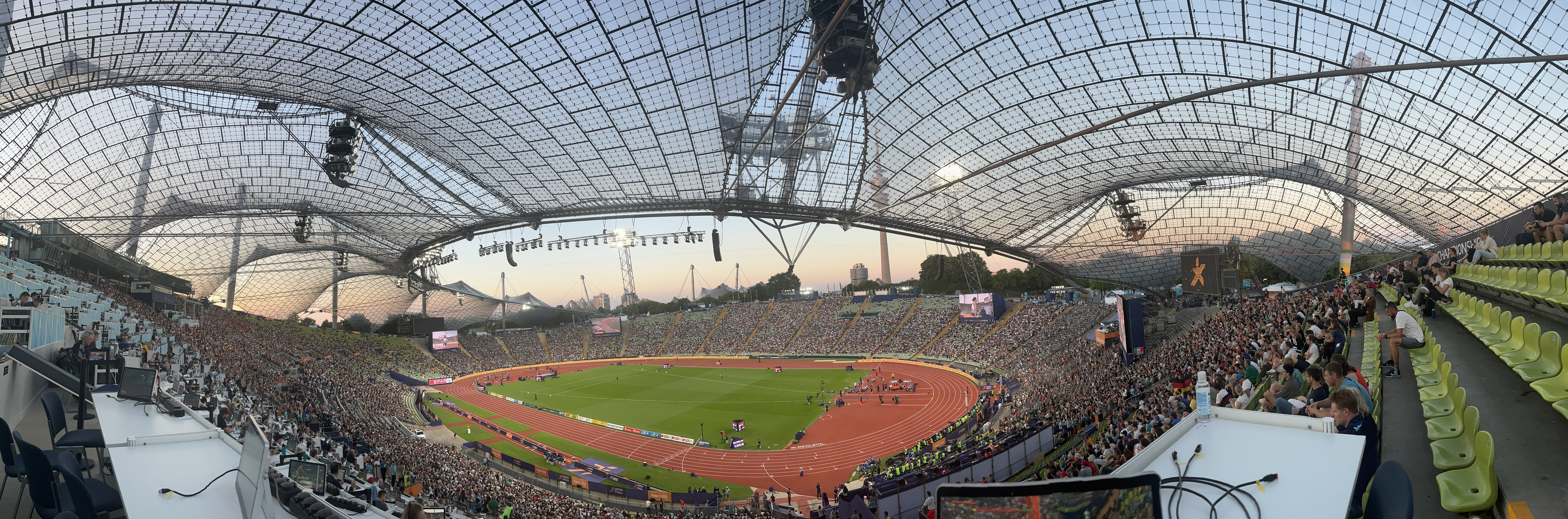
Das Olympiastadion in München während der Europameisterschaften 2022

Der 400-Meter-Lauf der Frauen bei den Leichtathletik-Europameisterschaften 2022 wurde vom 15. bis 17. August 2022 im Olympiastadion der deutschen Stadt München ausgetragen.
Mit Silber und Bronze gewannen die polnischen Läuferinnen in diesem Wettbewerb zwei Medaillen. Europameisterin wurde die Niederländerin Femke Bol, die zwei Tage später auch das Rennen über 400 Meter Hürden für sich entschied. Auf der Hürdenstrecke war sie 2021 Olympiazweite und im Monat zuvor Vizeweltmeisterin geworden. Eine dritte Goldmedaille bei diesen Europameisterschaften errang sie mit der niederländischen 4-mal-400-Meter-Staffel der Frauen. Mit ihrer Mixed-Staffel über 4-mal 400 Meter hatte sie bei den Weltmeisterschaften 2022 eine zweite Silbermedaille gewonnen.
Vizeeuropameisterin wurde Natalia Kaczmarek, die zuvor bereits zwei olympische Medaillen und eine EM-Goldmedaille mit polnischen 4-mal-400-Meter-Frauen- und Mixed-Staffeln errungen hatte.
Bronze ging an Anna Kiełbasińska. Auch sie hatte Medaillenerfolge über 4-mal 400 Meter bei Olympischen Spielen und Weltmeisterschaften aus vergangenen Jahren vorzuweisen.

## Rekorde

### Bestehende Rekorde
| Weltrekord           | 47,60 s | Marita Koch | Canberra, Australien   | 6. Oktober 1985   |
| Europarekord         | 47,60 s | Marita Koch | Canberra, Australien   | 6. Oktober 1985   |
| Meisterschaftsrekord | 48,12 s | Marita Koch | EM Athen, Griechenland | 8. September 1982 |

Der bestehende EM-Rekord wurde bei diesen Europameisterschaften nicht erreicht. Die schnellste Zeit erzielte die niederländische Europameisterin Femke Bol im Finale mit 49,44 s, womit sie eine neue europäische Jahresbestleistung aufstellte. Sie blieb damit 1,32 s über dem Meisterschaftsrekord. Zum Welt- und Europarekord fehlten ihr 1,84 s.

### Rekordverbesserungen
Es wurden zwei neue Landesrekorde aufgestellt:
- 53,49 s – Janet Richard (Malta), zweiter Vorlauf am 15. August
- 50,53 s – Rhasidat Adeleke (Irland), Finale am 17. August

## Regelungen für die Jahresbesten bis zu Streckenlängen von 400Metern
Wie schon bei den Europameisterschaften 2016 und 2018 waren die zwölf Jahresschnellsten in den Sprints und Hürdensprints bis einschließlich 400 Meter auch hier in München direkt für die Halbfinals qualifiziert. Dort wurden zur Ermittlung der Finalteilnehmerinnen jeweils drei Läufe ausgetragen. Alle anderen Athletinnen mussten sich zunächst in einer Vorrunde für die Semifinalteilnahme qualifizieren.

## Legende
Kurze Übersicht zur Bedeutung der Symbolik – so üblicherweise auch in sonstigen Veröffentlichungen verwendet:
| NR  | Nationaler Rekord                                                                                   |
| EL  | Europajahresbestleistung                                                                            |
| IWR | Internationale Wettkampfregeln                                                                      |
| TR  | Technische Regeln                                                                                   |
| ‡   | eine der zwölf schnellsten Sprinterinnen der Jahresbestenliste (Markierung verwendet im Halbfinale) |

## Vorrunde
15. August 2022
Die Vorrunde wurde in sechs Läufen durchgeführt. Die ersten acht Athletinnen pro Lauf – hellblau unterlegt – sowie die darüber hinaus vier zeitschnellsten Läuferinnen – hellgrün unterlegt – qualifizierten sich für das Viertelfinale.

### Vorlauf 1

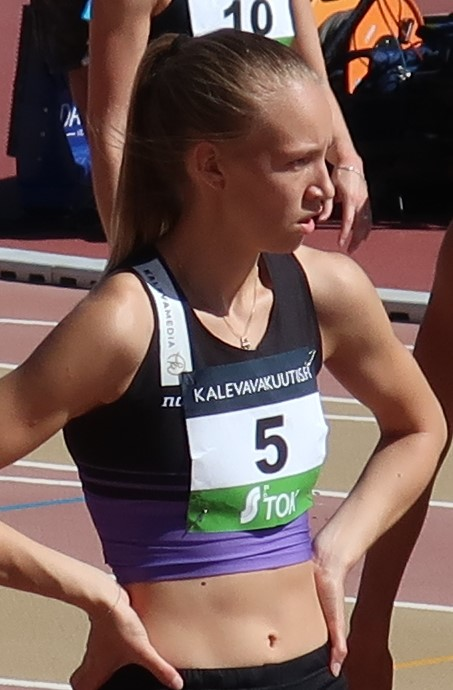
Mette Baas – ausgeschieden als Fünfte des ersten Vorlaufs
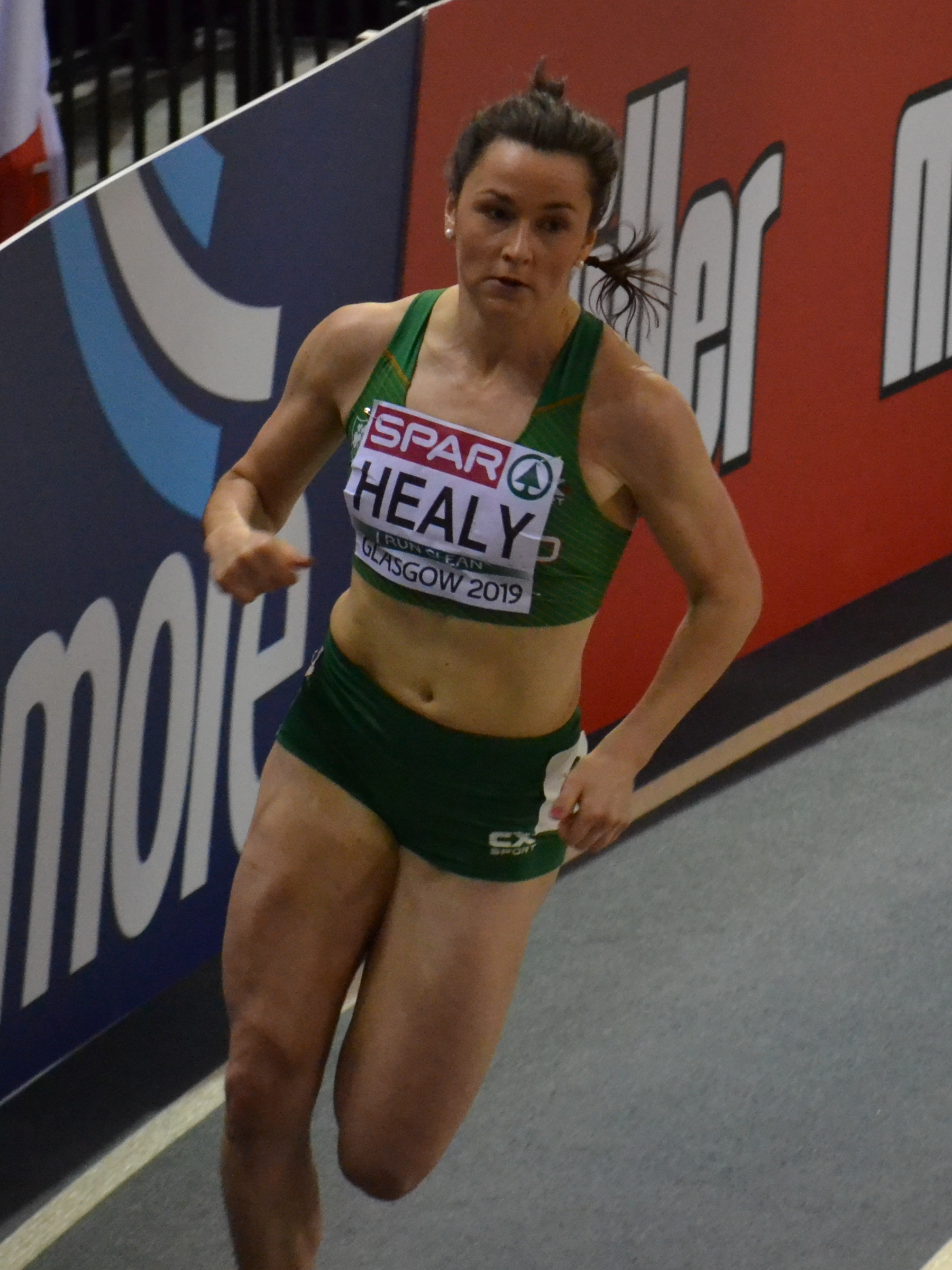
Phil Healy – ausgeschieden als Sechste des ersten Vorlaufs
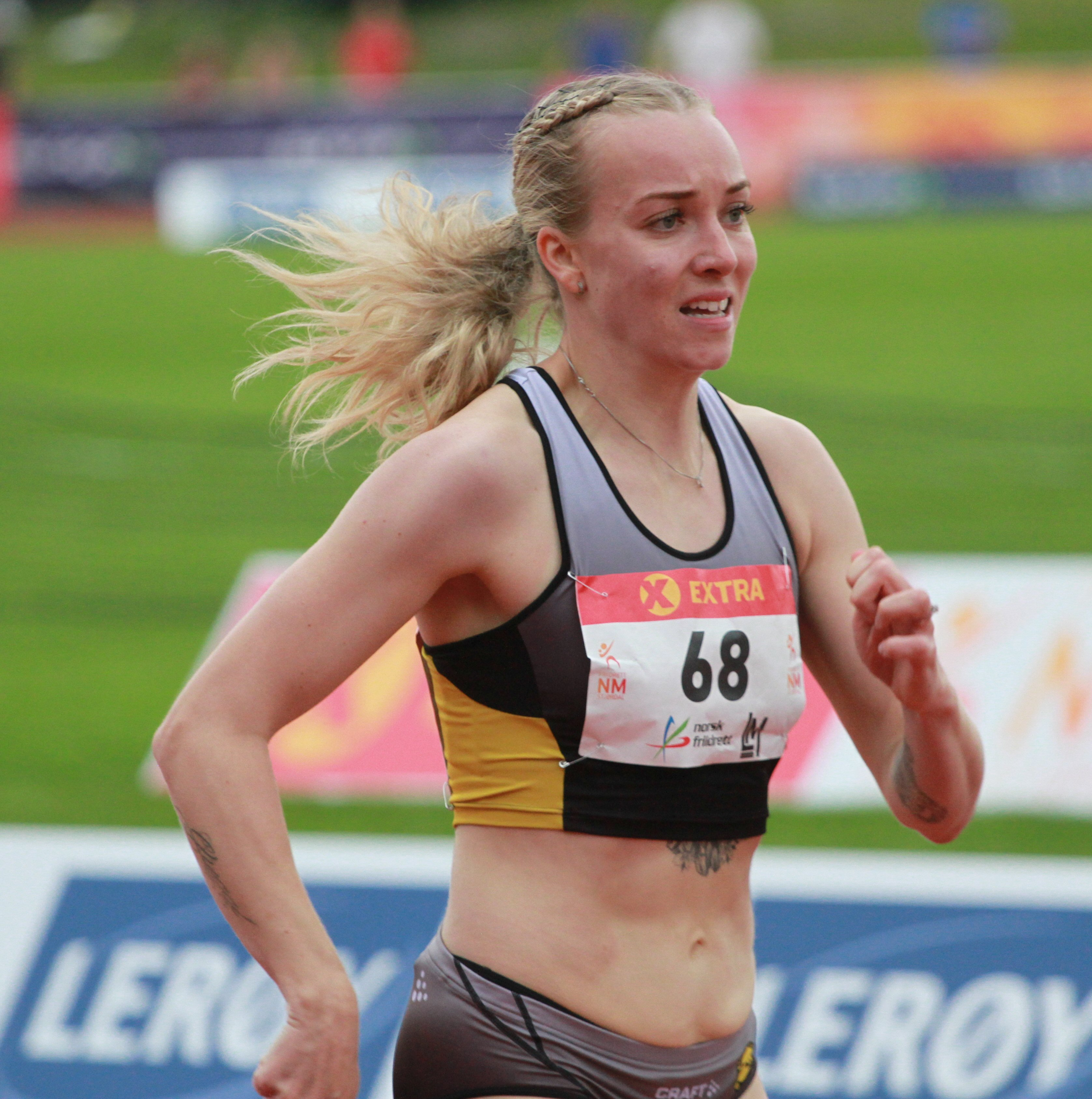
Linn Oppegaard – ausgeschieden als Siebte des ersten Vorlaufs

15. August 2022, 19:35 Uhr MESZ
| Platz | Name             | Nation         | Zeit (s) |
| ----- | ---------------- | -------------- | -------- |
| 1     | Laviai Nielsen   | Großbritannien | 51,60    |
| 2     | Eveline Saalberg | Niederlande    | 51,81    |
| 3     | Silke Lemmens    | Schweiz        | 52,27    |
| 4     | Virginia Troiani | Italien        | 52,83    |
| 5     | Mette Baas       | Finnland       | 53,02    |
| 6     | Phil Healy       | Irland         | 53,10    |
| 7     | Linn Oppegaard   | Norwegen       | 53,29    |

### Vorlauf 2

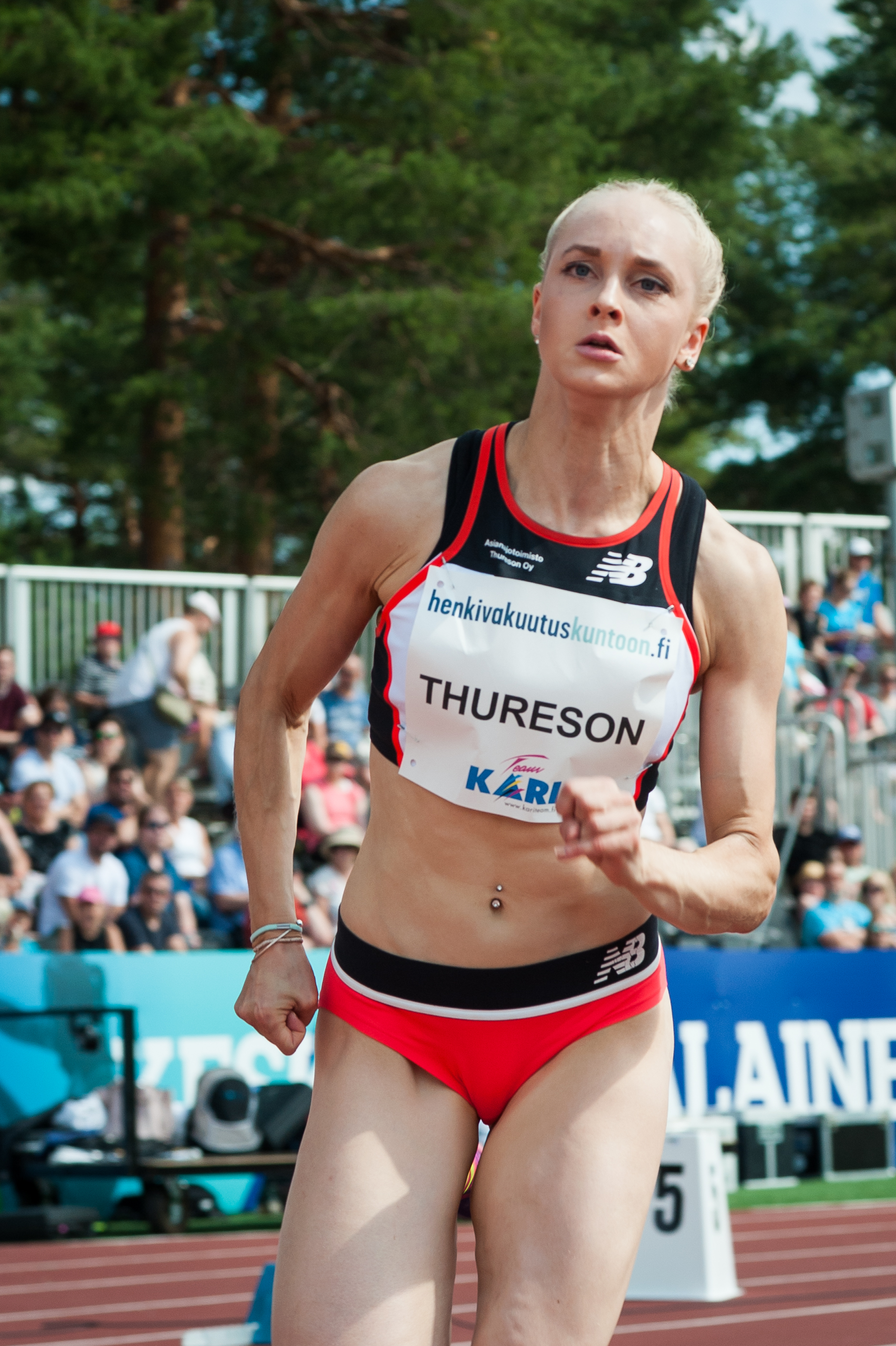
Milja Thureson – ausgeschieden als Achte des zweiten Vorlaufs

15. August 2022, 19:44 Uhr MESZ
| Platz | Name               | Nation     | Zeit (s) |
| ----- | ------------------ | ---------- | -------- |
| 1     | Iga Baumgart-Witan | Polen      | 51,09    |
| 2     | Amandine Brossier  | Frankreich | 51,26    |
| 3     | Susanne Walli      | Österreich | 51,73    |
| 4     | Camille Laus       | Belgien    | 51,91    |
| 5     | Alice Mangione     | Italien    | 51,92    |
| 6     | Tereza Petržilková | Tschechien | 52,35    |
| 7     | Janet Richard      | Malta      | 53,49 NR |
| 8     | Milja Thureson     | Finnland   | 53,63    |

### Vorlauf 3

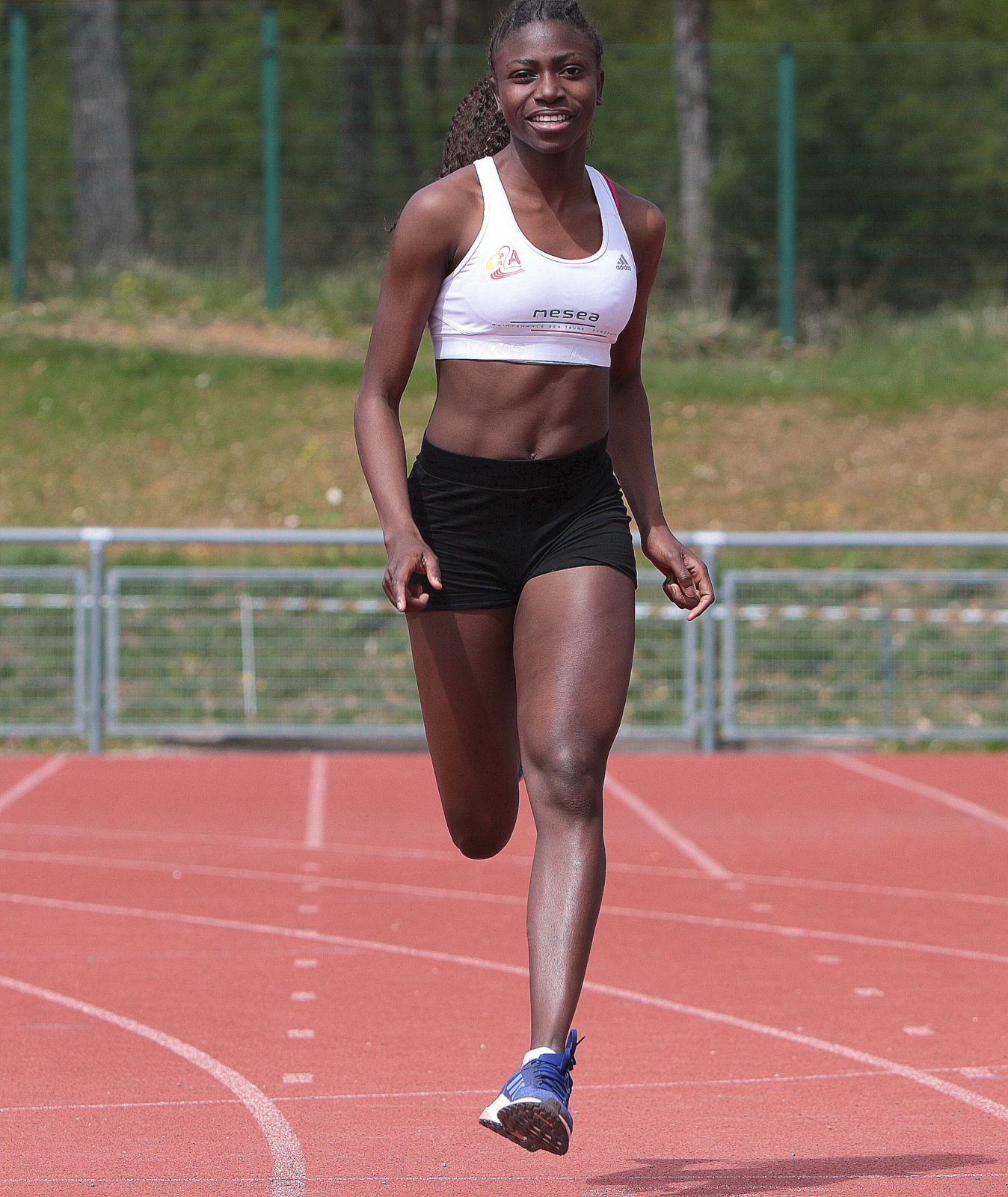
Sokhna Lacoste – ausgeschieden als Fünfte des dritten Vorlaufs

15. August 2022, 19:53 Uhr MESZ
| Platz | Name                 | Nation      | Zeit (s) |
| ----- | -------------------- | ----------- | -------- |
| 1     | Cátia Azevedo        | Portugal    | 51,63    |
| 2     | Gunta Vaičule        | Lettland    | 52,26    |
| 3     | Alica Schmidt        | Deutschland | 52,52    |
| 4     | Anna Polinari        | Italien     | 52,60    |
| 5     | Sokhna Lacoste       | Frankreich  | 52,62    |
| 6     | Sharlene Mawdsley    | Irland      | 52,63    |
| 7     | Naomi Van Den Broeck | Belgien     | 52,80    |
| 8     | Norcady Reyes        | Gibraltar   | 59,59    |

## Halbfinale
16. August 2022
In den drei Halbfinalläufen qualifizierten sich die jeweils ersten beiden Athletinnen – hellblau unterlegt – sowie die darüber hinaus zwei zeitschnellsten Läuferinnen – hellgrün unterlegt – für das Finale.

### Halbfinallauf 1

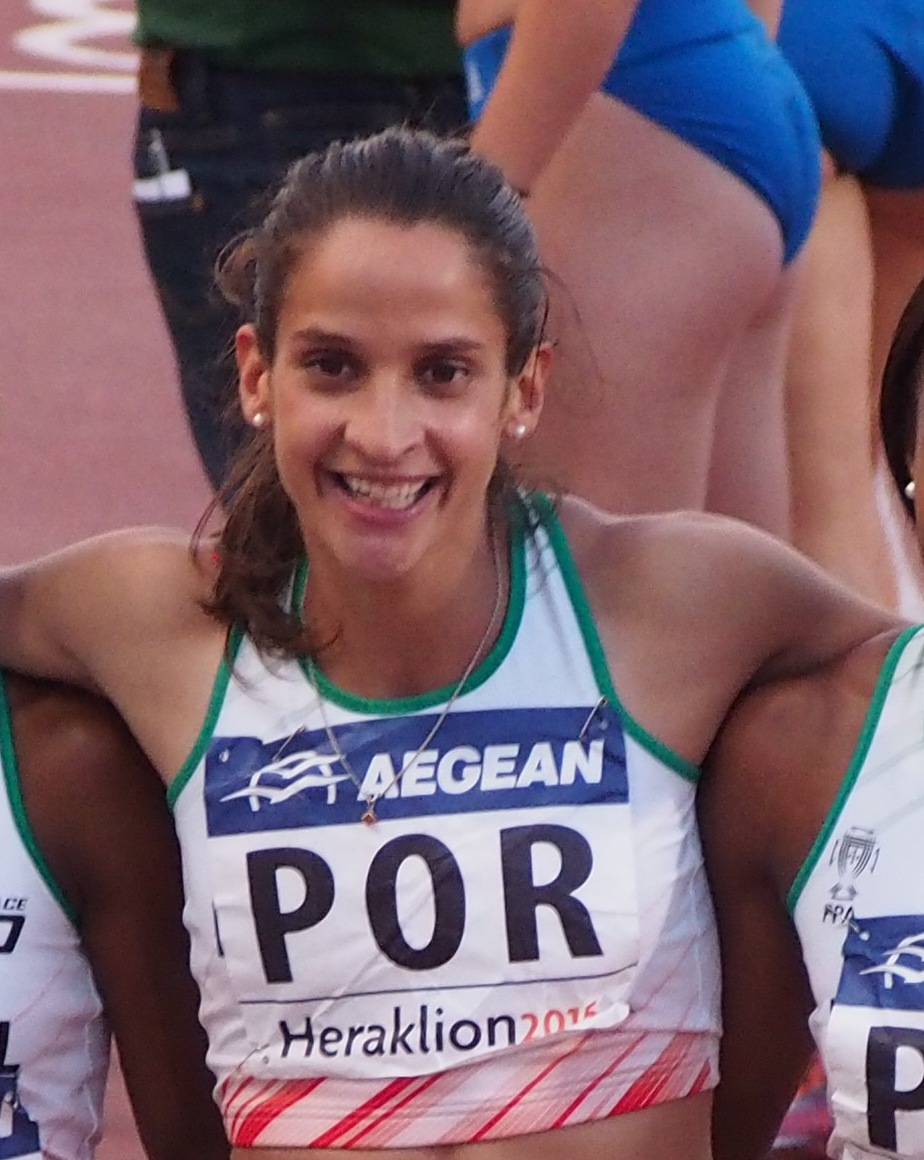
Cátia Azevedo – ausgeschieden als Fünfte des ersten Halbfinals
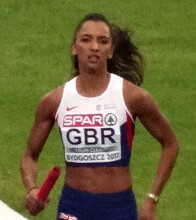
Laviai Nielsen – ausgeschieden als Sechste des ersten Halbfinals
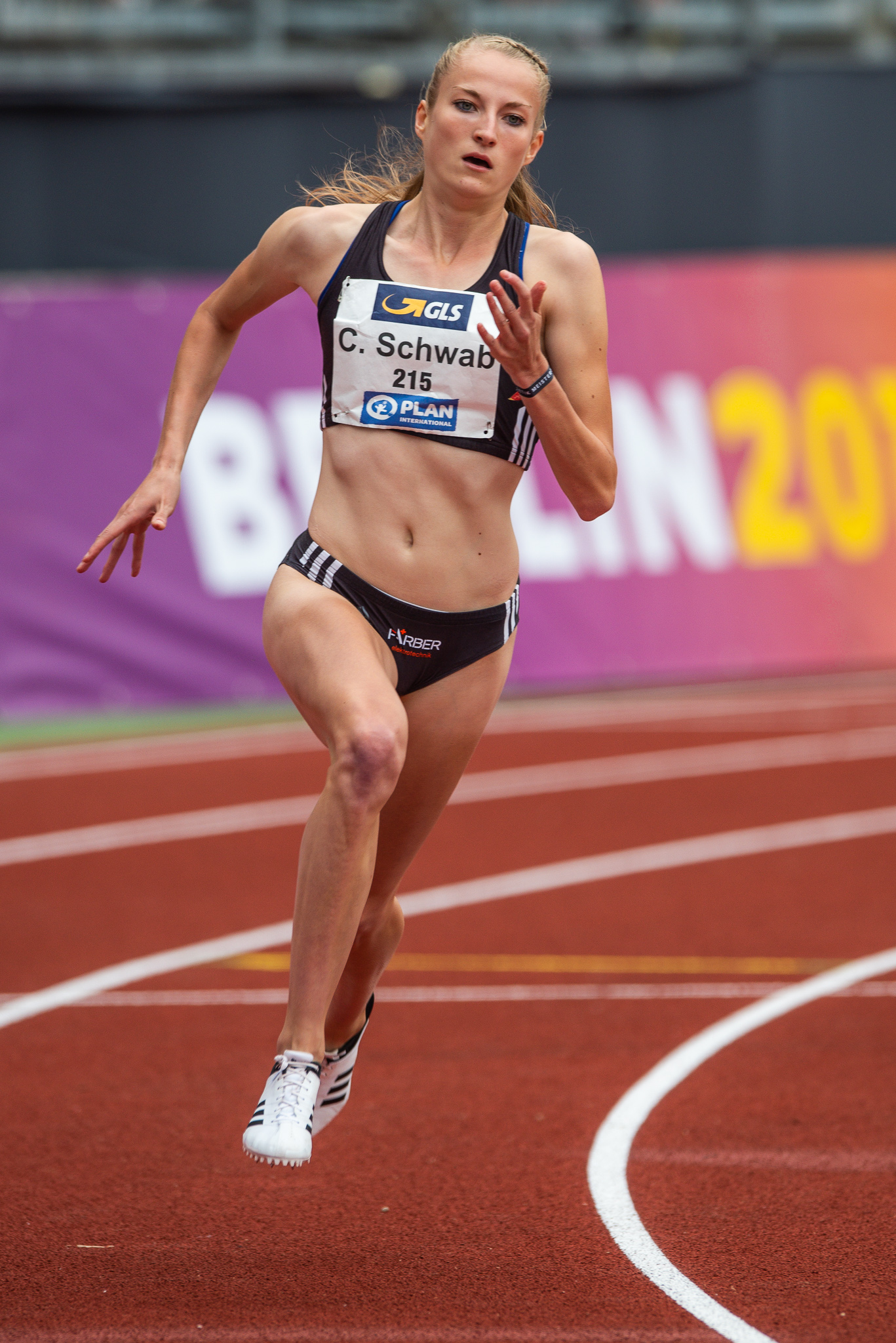
Corinna Schwab – ausgeschieden als Achte des ersten Halbfinals

16. August 2022, 13:00 Uhr MESZ
| Platz | Name                | Nation         | Zeit (s) |
| ----- | ------------------- | -------------- | -------- |
| 1     | Anna Kiełbasińska ‡ | Polen          | 50,45    |
| 2     | Lieke Klaver ‡      | Niederlande    | 50,59    |
| 3     | Iga Baumgart-Witan  | Polen          | 51,17    |
| 4     | Gunta Vaičule       | Lettland       | 51,25    |
| 5     | Cátia Azevedo       | Portugal       | 51,42    |
| 6     | Laviai Nielsen      | Großbritannien | 51,53    |
| 7     | Tereza Petržilková  | Tschechien     | 52,38    |
| 8     | Corinna Schwab ‡    | Deutschland    | 52,70    |

### Halbfinallauf 2

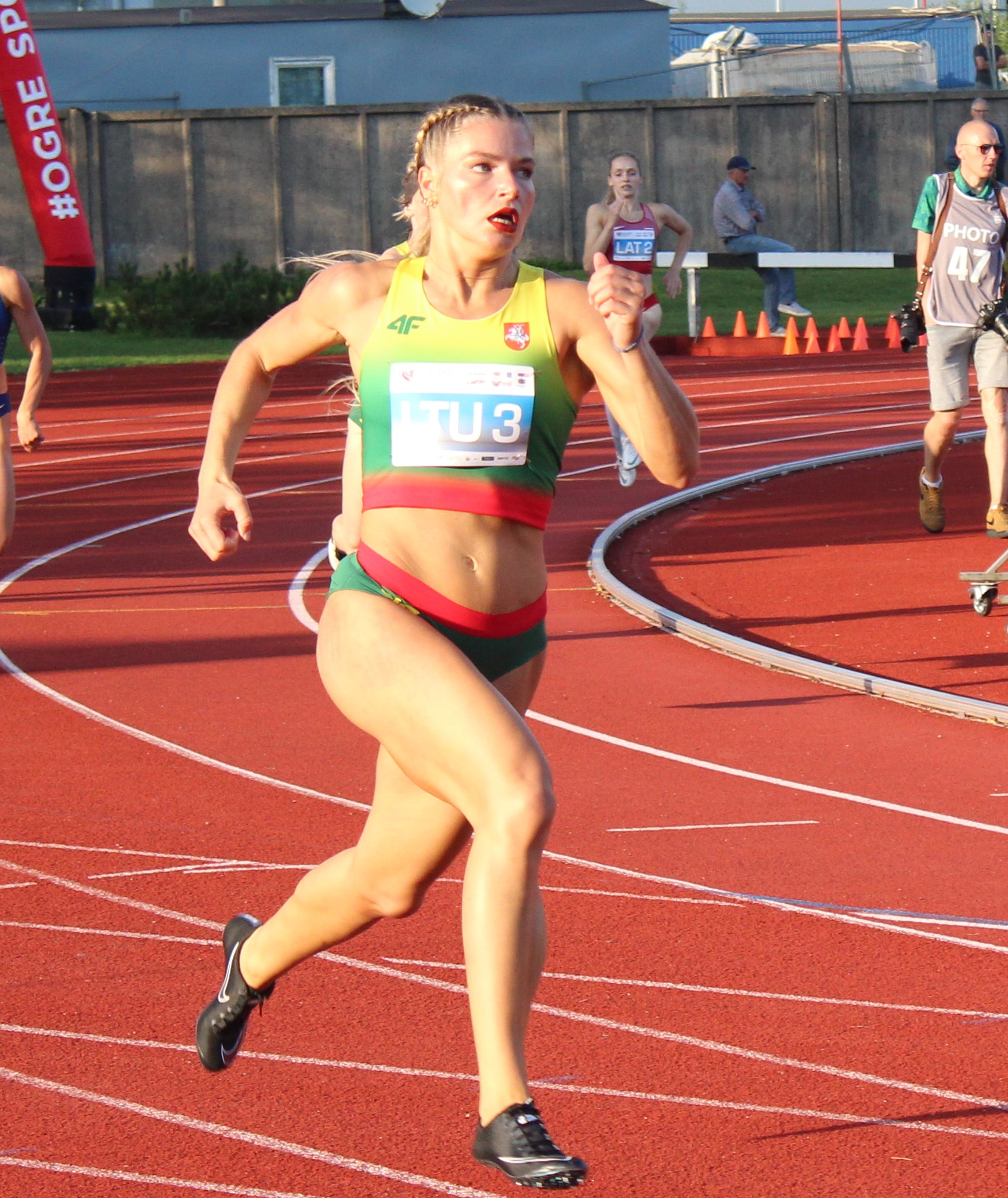
Modesta Justė Morauskaitė – ausgeschieden als Dritte des zweiten Halbfinals
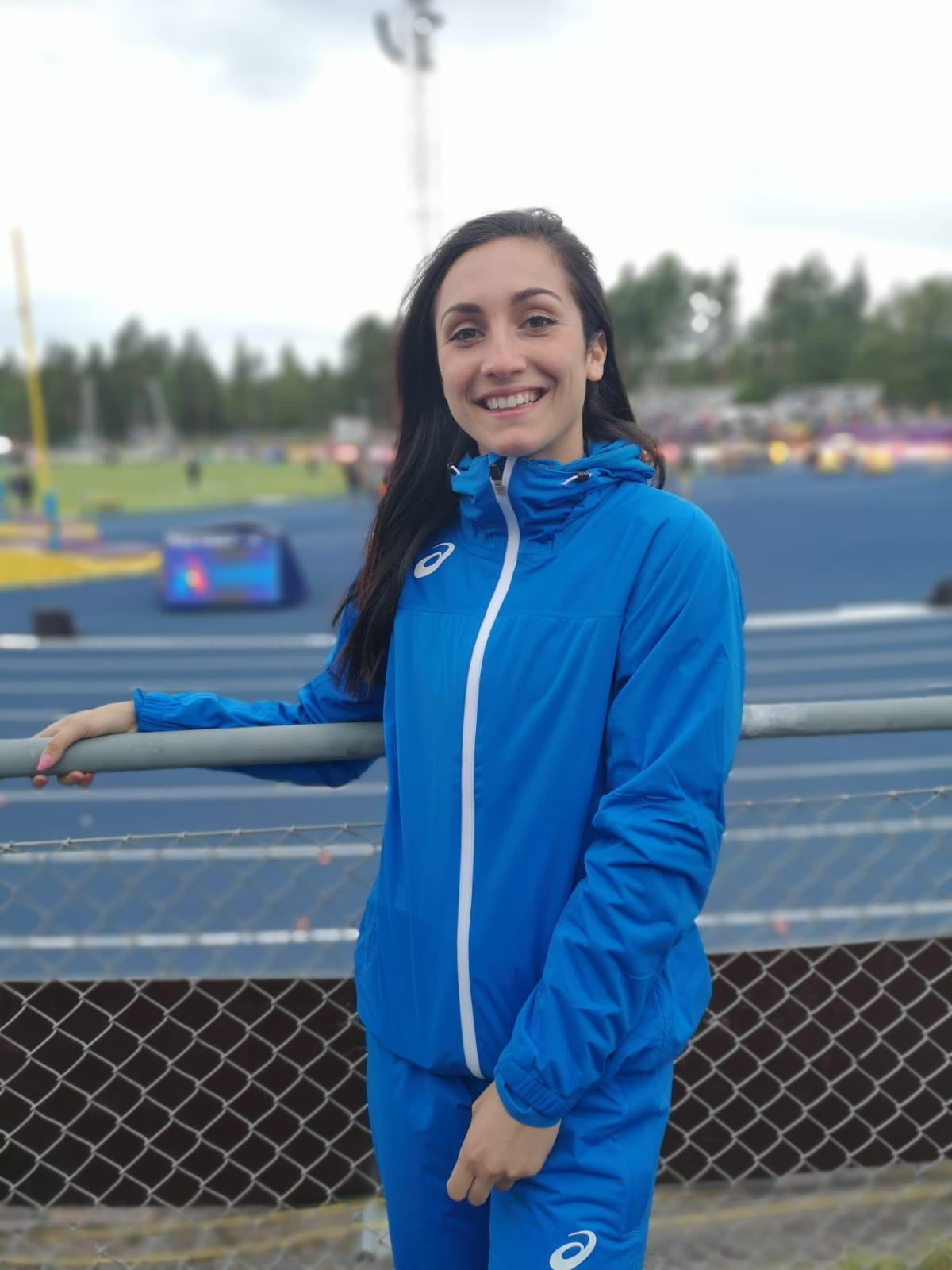
Alice Mangione – ausgeschieden als Fünfte des zweiten Halbfinals
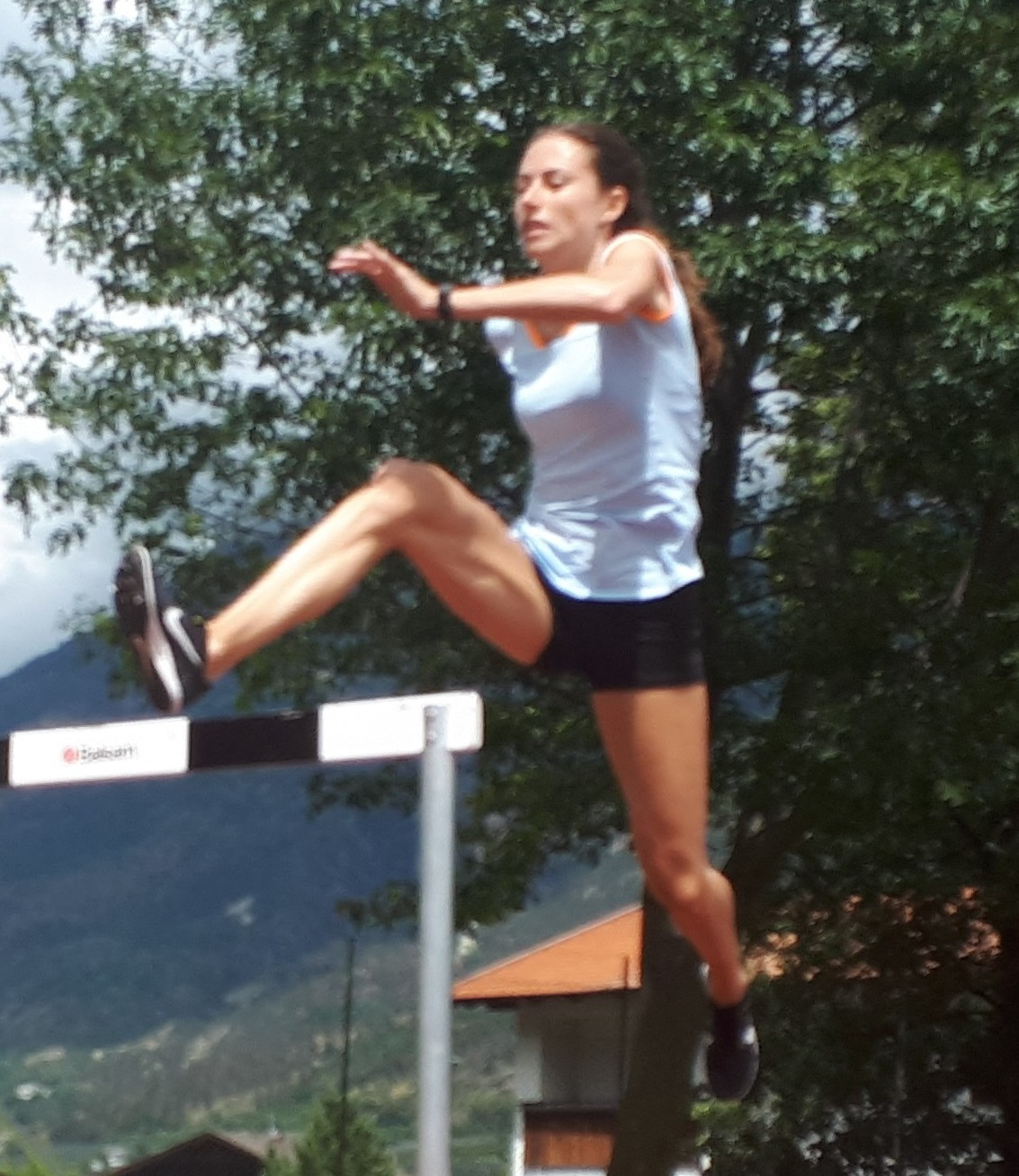
Eveline Saalberg – ausgeschieden als Sechse des zweiten Halbfinals
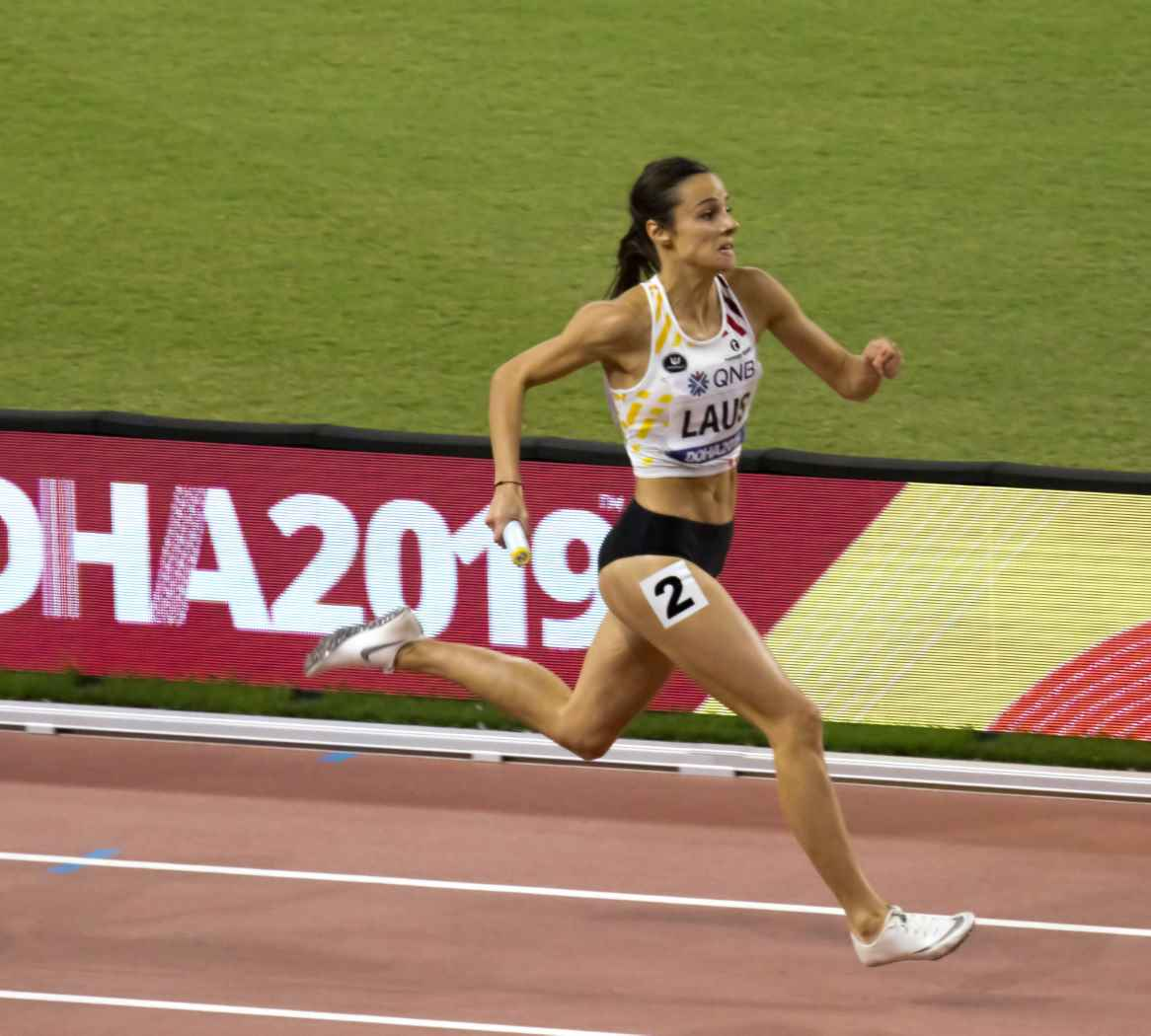
Camille Laus – ausgeschieden als Achte des zweiten Halbfinals

16. August 2022, 13:08 Uhr MESZ
| Platz | Name                        | Nation         | Zeit (s) |
| ----- | --------------------------- | -------------- | -------- |
| 1     | Natalia Kaczmarek ‡         | Polen          | 50,40    |
| 2     | Victoria Ohuruogu ‡         | Großbritannien | 50,50    |
| 3     | Modesta Justė Morauskaitė ‡ | Litauen        | 51,70    |
| 4     | Lada Vondrová ‡             | Tschechien     | 51,83    |
| 5     | Alice Mangione              | Italien        | 52,02    |
| 6     | Eveline Saalberg            | Niederlande    | 52,45    |
| 7     | Silke Lemmens               | Schweiz        | 53,08    |
| 8     | Camille Laus                | Belgien        | 54,28    |

### Halbfinallauf 3
16. August 2022, 13:16 Uhr MESZ

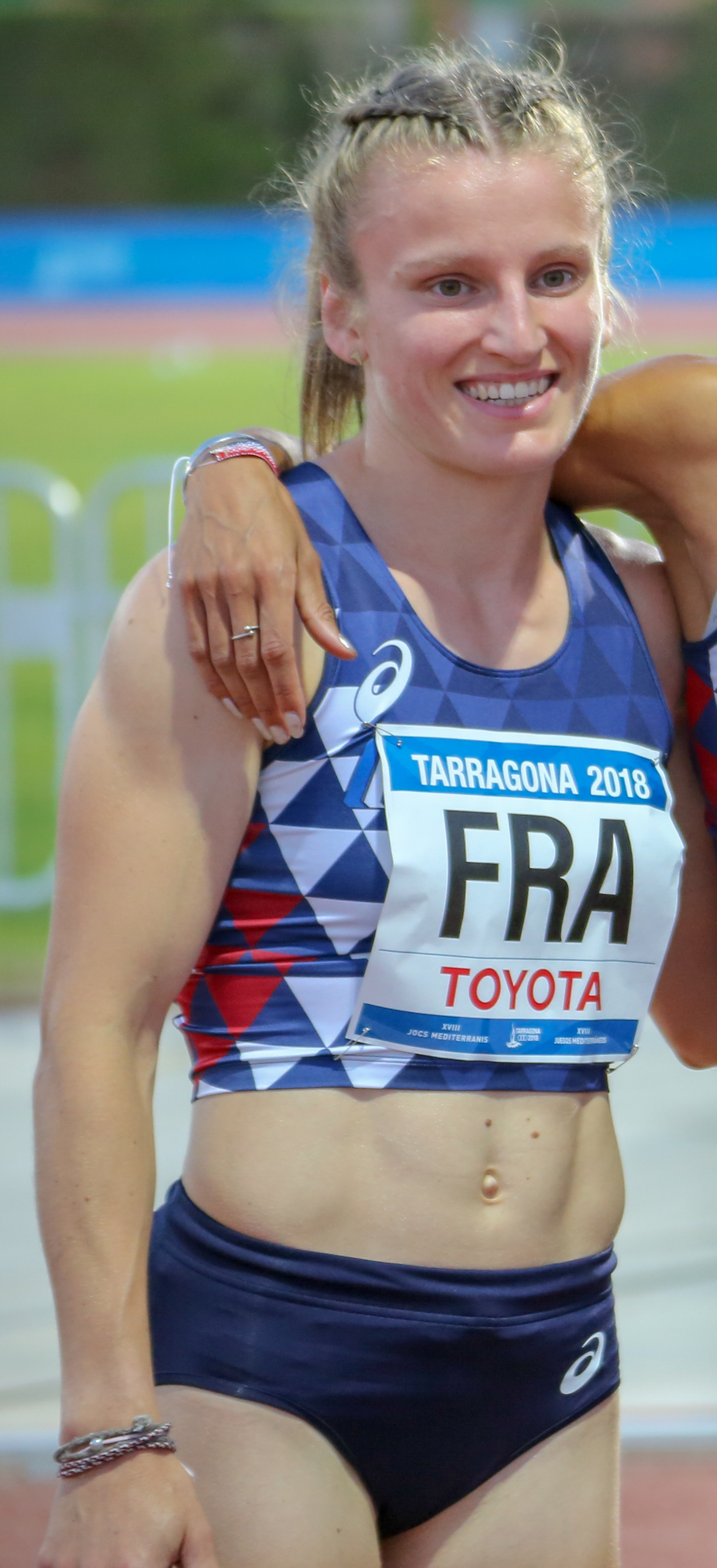
Amandine Brossier – ausgeschieden als Vierte des dritten Halbfinals

Dieses dritte Halbfinalrennen wurde nach dem ersten Start wegen einer regelwidrigen Startstellung der Belgierin Cynthia Bolingo Mbongo abgebrochen und anschließend ohne Disqualifikation der betreffenden Läuferin ein zweites Mal gestartet.
| Platz | Name                     | Nation         | Zeit (s)                                             |
| ----- | ------------------------ | -------------- | ---------------------------------------------------- |
| 1     | Femke Bol ‡              | Niederlande    | 50,60                                                |
| 2     | Cynthia Bolingo Mbongo ‡ | Belgien        | 50,83 IWR 162, TR16.5.3 – Regelwidrige Startstellung |
| 3     | Rhasidat Adeleke ‡       | Irland         | 51,08                                                |
| 4     | Amandine Brossier        | Frankreich     | 51,21                                                |
| 5     | Nicole Yeargin ‡         | Großbritannien | 52,09                                                |
| 6     | Justyna Święty-Ersetic ‡ | Polen          | 52,17                                                |
| 7     | Susanne Walli            | Österreich     | 52,58                                                |
| 8     | Alica Schmidt            | Deutschland    | 53,12                                                |

Weitere im dritten Halbfinale ausgeschiedene Läuferinnen:

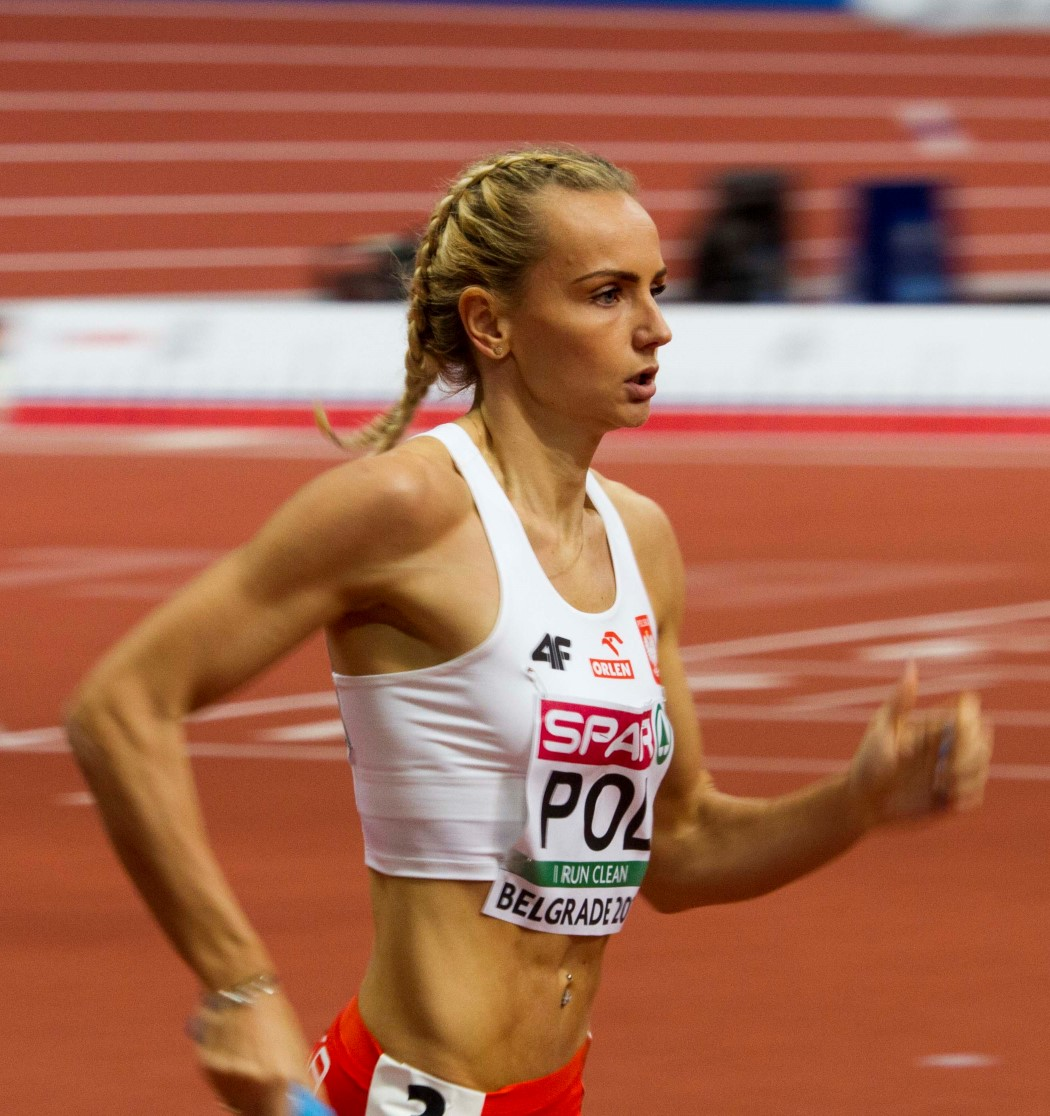
Justyna Święty-Ersetic – Rang sechs
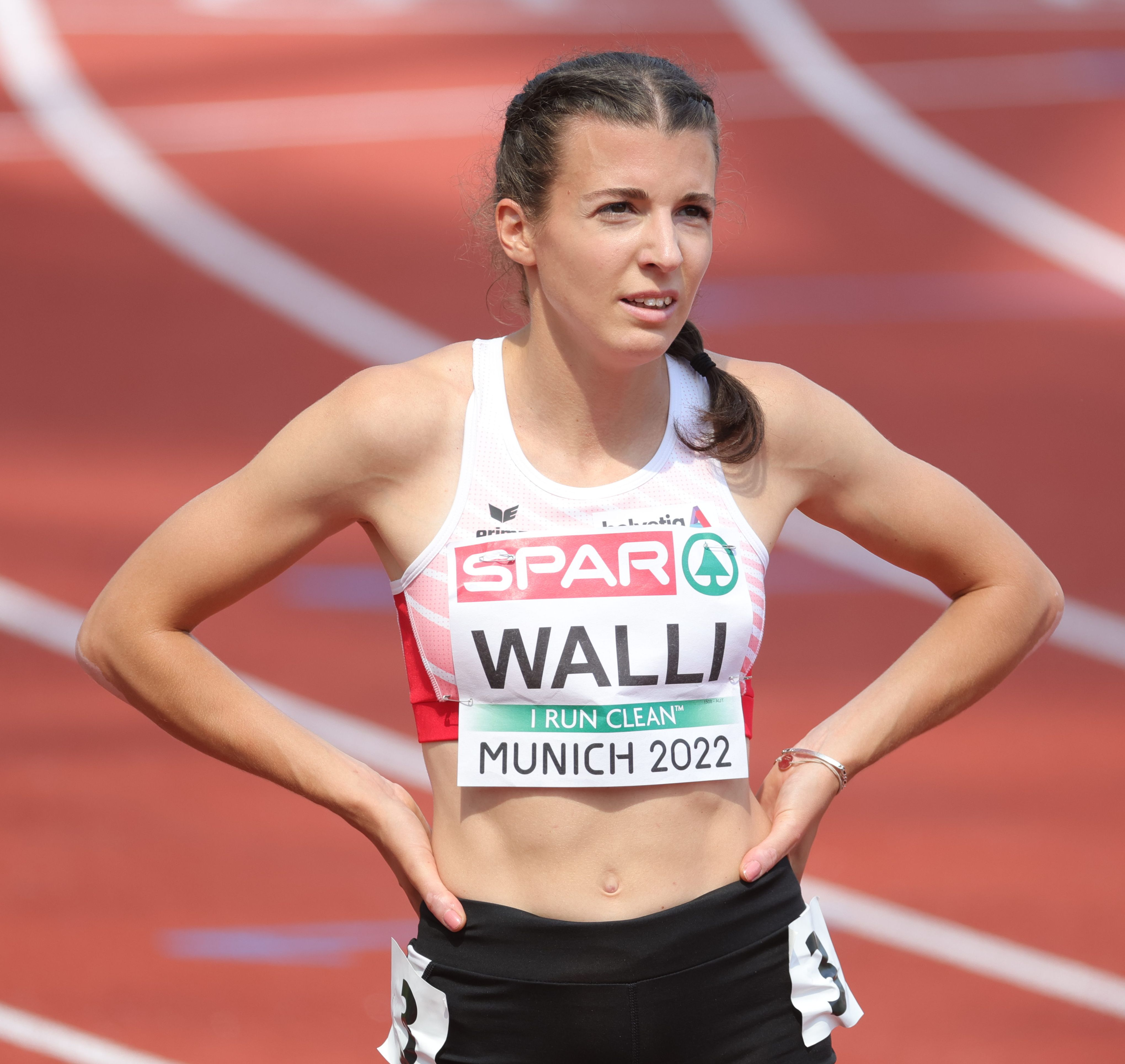
Susanne Walli – Rang sieben
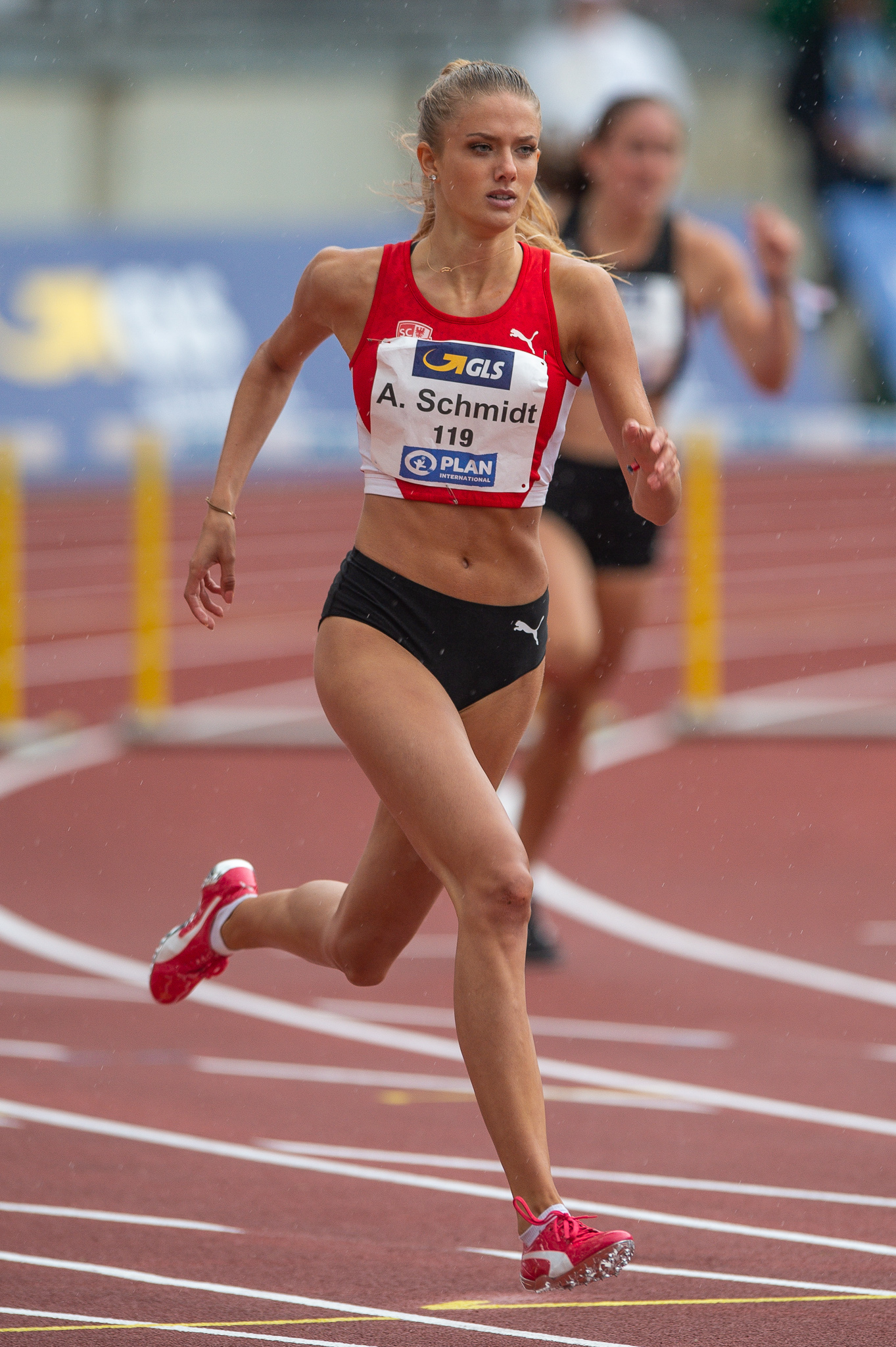
Alica Schmidt – Rang acht

## Finale

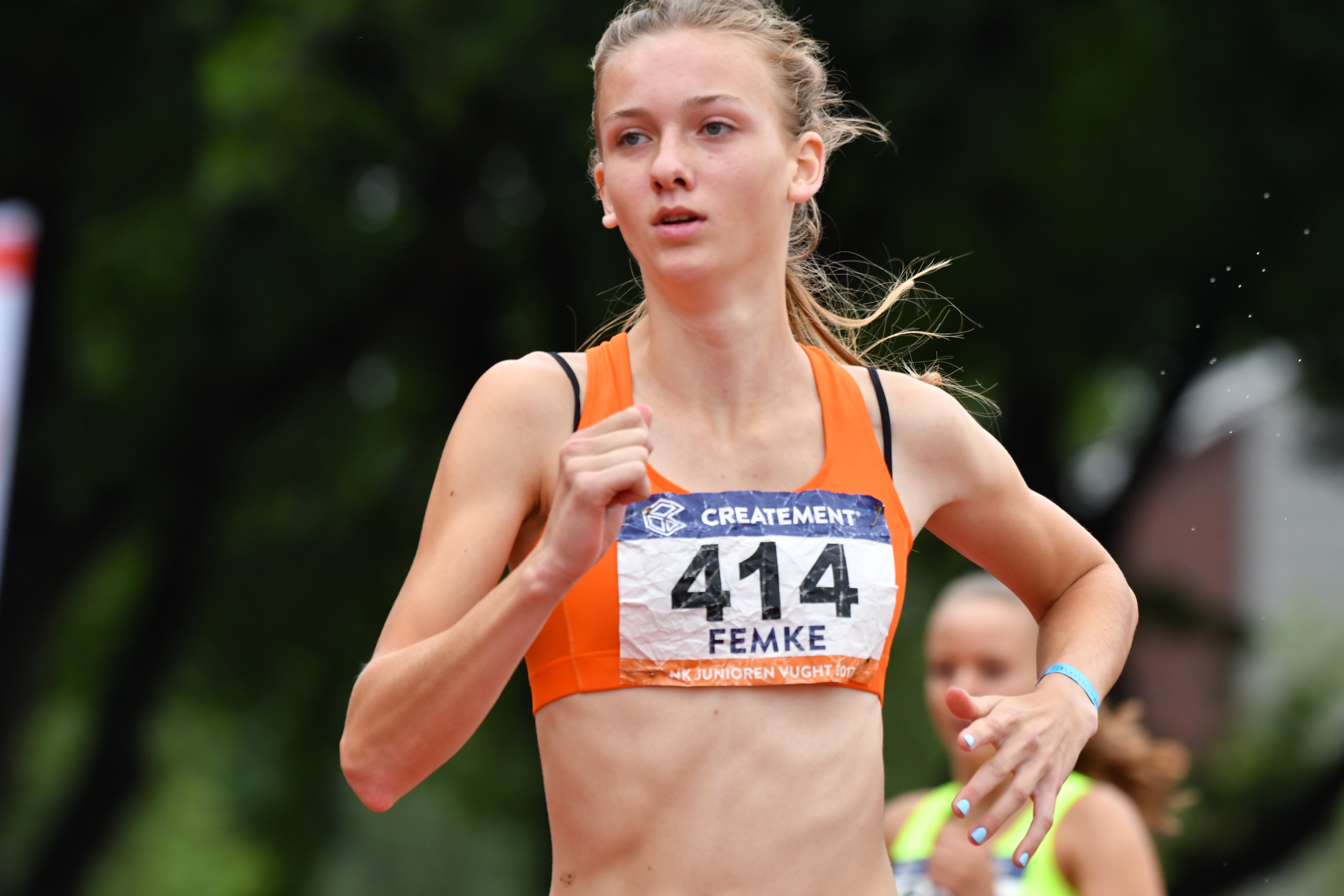
Femke Bol gewann in diesem Rennen
ihren ersten von drei EM-Titeln

17. August 2022, 22:02 Uhr MESZ
| Platz | Name                   | Nation         | Zeit (s)    |
| ----- | ---------------------- | -------------- | ----------- |
| 1     | Femke Bol              | Niederlande    | 49,44 EL/NR |
| 2     | Natalia Kaczmarek      | Polen          | 49,94       |
| 3     | Anna Kiełbasińska      | Polen          | 50,29       |
| 4     | Victoria Ohuruogu      | Großbritannien | 50,51       |
| 5     | Rhasidat Adeleke       | Irland         | 50,53 NR    |
| 6     | Lieke Klaver           | Niederlande    | 50,56       |
| 7     | Cynthia Bolingo Mbongo | Belgien        | 50,94       |
| 8     | Iga Baumgart-Witan     | Polen          | 51,28       |

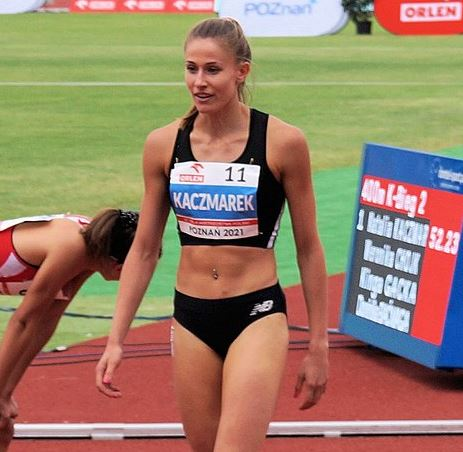
Vizeeuropameisterin Natalia Kaczmarek
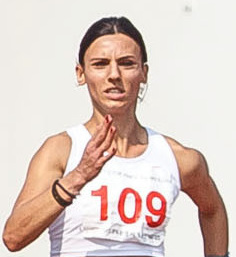
Bronzemedaillengewinnerin Anna Kiełbasińska

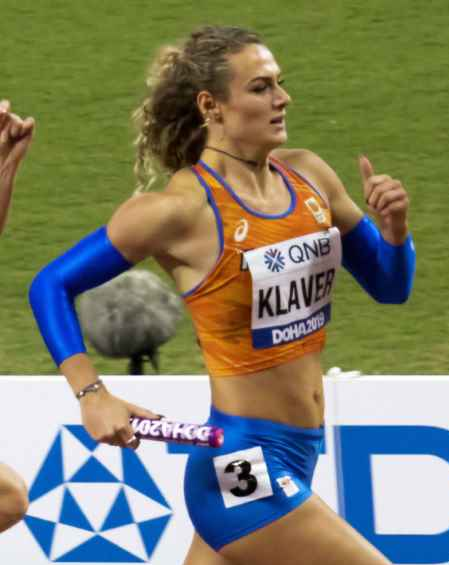
Lieke Klaver kam auf den sechsten Platz
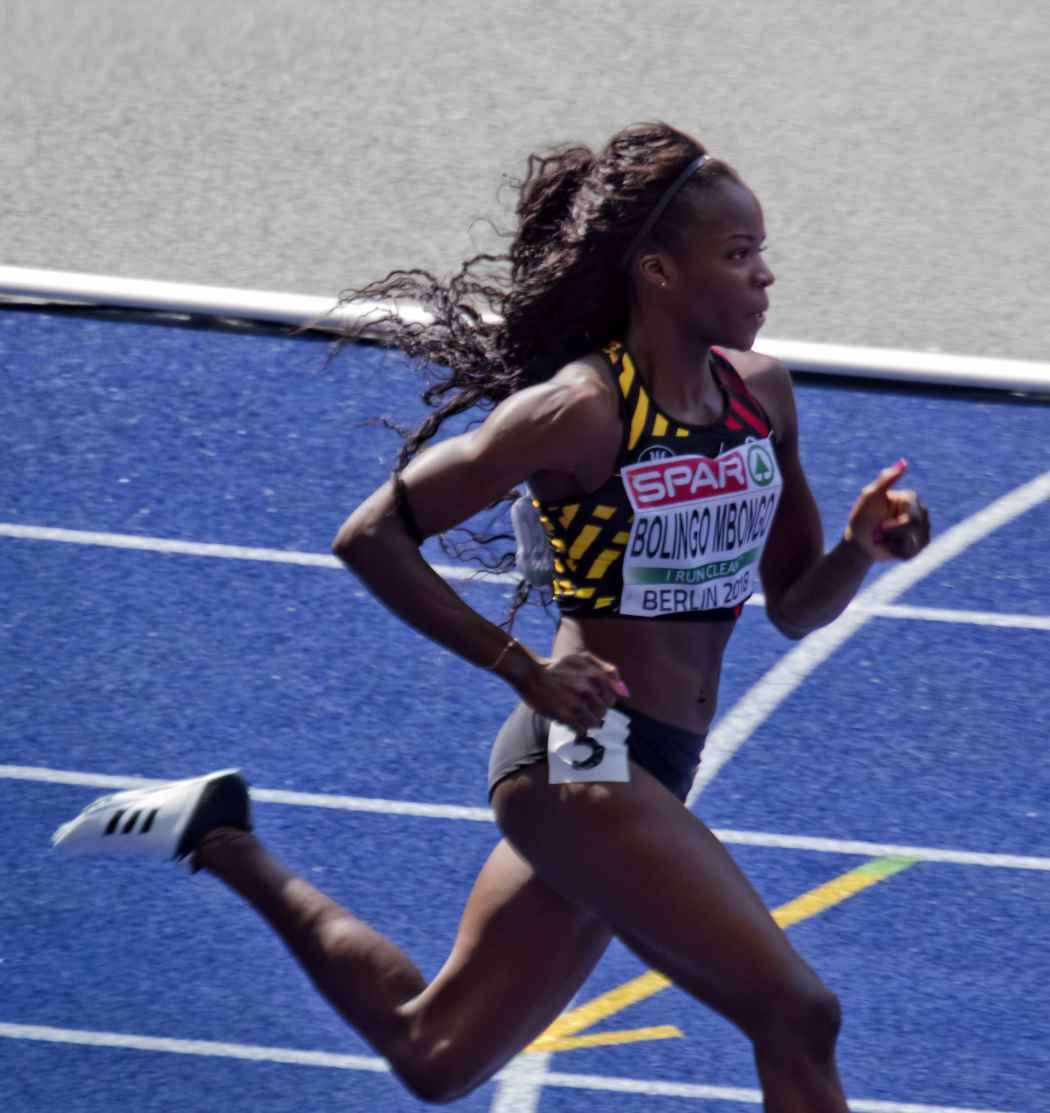
Cynthia Bolingo Mbongo belegte Rang sieben
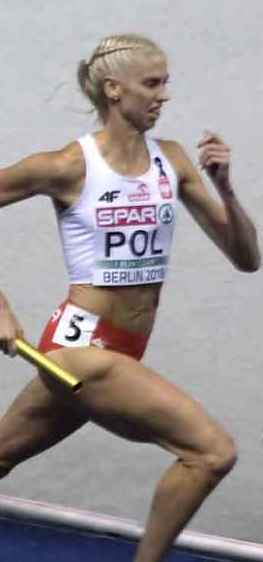
Die achtplatzierte Iga Baumgart-Witan

## Videolink
- 400m Women Final Munich 2022 European Athletics Championships with Femke Bol &, Natalia Kaczmarek, youtube.com, abgerufen am 6. April 2023